# Courier (Schriftart)
Courier (englisch ausgesprochen: /ˈkʊɹ.i.ɚ/ oder /ˈkɝ.i.ɚ/) ist eine Schriftart für Schreibmaschinen und Computer. Sie wurde 1956 von Howard Kettler (1919–1999) entworfen und später von Adrian Frutiger für die elektrischen Schreibmaschinen für IBM weiterentwickelt. Wie bei Schreibmaschinen üblich, ist sie eine nichtproportionale Schriftart, das heißt, alle Buchstaben sind gleich breit. Charakteristisch sind die starken Serifen, mit denen beispielsweise der Leerraum beim „I“ gefüllt wird.
Obwohl das Design der ursprünglichen Schriftart von IBM in Auftrag gegeben wurde, hat das Unternehmen die Schriftart nicht urheberrechtlich schützen lassen; sie ist somit lizenzfrei.
Courier wird häufig als Ersatzschrift eingesetzt, falls die eigentlich gewünschte Schrift auf dem Ausgabegerät nicht vorhanden ist. Auch wird Courier in den meisten Texteditoren verwendet, da beispielsweise ein Programmierer den zu bearbeitenden Quelltext so besser ausrichten kann (siehe Einrückungsstil). Ebenso wird sie allgemein als Standard-Schriftart für Nur-Text-E-Mails verwendet.

## Variationen

### IBM Courier
IBM hat Courier im Postscript Type 1 Format frei zur Verfügung gestellt. Diese Variante ist als IBM Courier oder nur Courier bekannt und steht unter der IBM/MIT X Consortium Courier Typefont Lizenz.

### Courier New
Courier New ist eine Version von Courier für Microsoft-Windows. Die Schriftfamilie umfasst Courier New, Courier New Bold, Courier New Italic und Courier New Bold Italic. Courier New hat einen größeren Zeilenabstand als die Courier. Satzzeichen wurden überarbeitet, um Punkt und Komma leserlicher zu machen.

#### Versionen
- Version 1.00 – wurde mit Windows 3.1 und Windows for Workgroups 3.11 ausgeliefert.
- Version 2.00 (WGL4) – wurde mit Windows 95 und Windows NT4 geliefert. Diese Version enthält nicht das EURO-Zeichen.
- Version 2.00 (Win ANSI) – Diese Win-ANSI-Version von Courier New wurde mit Windows-95 geliefert.
- Version 2.01 – Diese spezielle Version von Courier New wurde nur mit der Beta-Version des Windows-95-€-Update-Patch ausgeliefert.
- Version 2.45 – Diese Win-ANSI-Version von Courier New wurde mit der US-Version von Windows 98 mitgeliefert.
- Version 2.50 – wurde nur in den europäischen Versionen von Windows 98 geliefert. Diese Version enthält das EURO-Zeichen €.
- Version 2.55 – Diese WGL4-Version von Courier New wurde erstmals mit dem endgültigen Windows-95-Euro-Update ab dem 4. November 1998 ausgeliefert. Diese Version enthält ebenfalls das EURO-Zeichen €.[2]

Ab der Version 2.76 enthält die Schriftart die hebräischen und arabischen Schriftzeichen. Die Formgebung der arabischen Glyphen ist ähnlich denen in Times New Roman.
Courier New hat mittlerweile die Version 5.00 und beinhaltet mehr als 3100 Glyphen mit über 2700 Zeichen pro Schriftart.

### Courier Final Draft
Courier Final Draft ist eine Version mit einem leicht veränderten Abstand der Zeichen und einem fetteren Schriftbild als Courier New, um die Tinte von Schreibmaschinen zu simulieren. Courier Final Draft wird bei gängiger Drehbuch-Software mitgeliefert. Die Schriftart ist so proportioniert, dass sich, ohne auf die Formatierung achten zu müssen, 55 Zeilen pro Seite schreiben lassen. Dies hat den Hintergrund, dass eine so beschriebene DIN-A4-Seite ungefähr einer Minute Film entspricht.

## Schriftmuster der digitalen Versionen
Die IBM-Version der Courier ist als PostScript-Font veröffentlicht worden.
Die Bitstream-Version der Courier ist in Mac OS X und vielen Linux-Distributionen enthalten.
Die Monotype-Version mit dem Namen Courier New wird bei Windows und Mac OS X mitgeliefert.
Die Adobe-Version mit dem Namen Courier Std wird mit dem Adobe Reader geliefert, als Ersatz für die PostScript-Courier-Schriften. Jeder Font enthält 374 Glyphen.
Die Courier Final Draft wurde 2009 von Vintage Type erstellt und mit dem Drehbuch-Programm von Final Draft, Inc. mitgeliefert.
Die Courier Screenplay wird mit dem Drehbuch-Programm Fade In mitgeliefert.
Die Courier Prime wurde 2013 von Alan Dague-Greene erstellt und ist kostenlos über Quote-Unquote Apps erhältlich.
Die Variante Dark Courier wurde 1997 von Hewlett-Packard entwickelt und 2001 veröffentlicht. Die Schriftart-Variante Dark Courier wurde seinerzeit offensichtlich für HP's eigene LaserJet-Serie an Laser-Druckern entworfen, da sie im Lieferumfang und zugehöriger Drucker war. Sie ist außerdem schwächeres als absolutes Schwarz und darüber hinaus knapp und klar gehalten — Es scheint fast, als solle Hewlett-Packard's Variante das Schriftbild der ursprünglichen damaligen Schreibmaschinen der Serie IBM Selectric widerspiegeln.
Die Schrift Dark Courier (CourierHP) ist bis heute auf den FTP-Servern des Unternehmens verfügbar. Ebenso ist Dark Courier auch auf der Seite SlackBuilds.org zum Herunterladen verfügbar.